# Joker Out
«Joker Out» — словенський інді-рок гурт. Вони представляли Словенію на пісенному конкурсі Євробачення 2023 у Ліверпулі, Велика Британія, з піснею «Carpe diem». Гурт був створений у 2016 році, а також випустив два альбоми.

## Кар'єра

### 2016-2021: Заснування та перший альбом
Гурт був створений у травні 2016 року після розпаду гурту «Apokalipsa», до якого входили Боян Цвєтічанин, Мартін Юркович, Матіц Ковачич і Лука Шкерлеп, останній з яких не увійшов до гурту «Joker Out». До них приєдналися Кріс Ґуштін і Ян Петех. У листопаді вони випустили свій перший сингл «Kot srce, ki kri poganja», на який вони також записали свій перший кліп. 17 червня 2017 року стали переможцями 4-го сезону (2016/17) ліги Špil (конкурс студентських музичних колективів та солістів). У листопаді вони випустили свою другу пісню «Omamljeno telo». Група також виступала на багатьох фестивалях.
Їхній наступний сингл «Gola», над яким вони співпрацювали вперше з продюсером Джаретом Паком, вийшов 12 вересня 2019 року. 2 листопада відбувся їхній перший повністю самостійний концерт, який пройшов у Люблянському замку. Після «Gola» вийшов четвертий сингл «Vem, da greš» у березні 2020 року, а потім «Umazane misli» (жовтень 2020) та «A sem ti povedal» (липень 2021). Юре Мачек замінив барабанщика Матіка Ковачича між релізами «Umazane misli» та «A sem ti povedal». Сингл «Umazane misli» був обраний глядачами як «Нова словенська композиція минулого року» на першому фестивалі Frišno/Fresh – День нової словенської музики, який відбувся 1 жовтня 2021 року.
Їхній перший альбом Umazane misli вийшов у жовтні 2021 року. Спочатку він мав вийти у квітні 2020 року, але реліз кілька разів переносився через пандемію COVID-19. Він був представлений на двох концертах поспіль 20 і 21 жовтня 2021 року у Cvetličarna, квитки на обидва з них були розпродані у 2020 році. Другий концерт записав RTV Словенія. В ці два роки вони отримали дві премії Zlata piščal: у 2020 році у номінації «Новачок року», а у 2021 році у номінації «Артист року».

### 2022-дотепер: Другий альбом та Євробачення
12 травня 2022 на восьмій церемонії вручення премії «Zlata piščal» їх другий рік поспіль номінували на звання «Артист року». 31 серпня вийшов другий альбом Demoni, після якого вони випустили пісню «Katrina». 9 вересня вони провели концерт-презентацію альбому в Люблянських Кріжанках. 10 жовтня було оголошено в Instagram, що басист Мартін Юркович залишив групу, щоб вчитися за кордоном, і його замінив Наце Йордан. Наприкінці жовтня вийшов "Demons", їхній перший сербомовний сингл, який є їхнім першим офіційним релізом для ринку колишньої Югославії.
8 грудня 2022 року RTV Словенія оголосила, що Joker Out представлятимуть Словенію на пісенному конкурсі Євробачення 2023 у Ліверпулі, з піснею «Carpe diem». Запис пісні проходив у грудні 2022 року в студії в Гамбурзі, Німеччина, протягом 12 днів. Гурт заявив, що хоче залишити всю пісню словенською мовою, сказавши: «ми хочемо перекласти словенську на універсальну мову танцю та розваг, яку розуміють усі країни». У січні 2023 року гурт зняв свій кліп у столиці Словенії Любляні, у Grand Hotel Union. Прем'єра пісні сталася 4 лютого 2023 року на офіційному YouTube-каналі пісенного конкурсу Євробачення та під час програми на RTV Словенія «Misija Liverpool». На конкурсі у Ліверпулі гурт отримав 78 балів та зайняв 21 місце.

## Члени групи

### Теперішні
- Боян Цвєтічанин — головний вокал (з 2016)
- Ян Петех — гітара, бек-вокал (з 2016)
- Кріс Гуштін — гітара, бек-вокал (з 2016)
- Юре Мачек — ударні (з 2021)
- Наце Йордан — бас-гітара, бек-вокал (з 2022)

### Колишні
- Матік Ковачич — ударні (2016-2021)
- Мартін Юркович — бас-гітара (2016-2022)

## Дискографія

### Альбоми
| Назва         | Деталі                                                                                       |
| ------------- | -------------------------------------------------------------------------------------------- |
| Umazane misli | - Дата виходу: 18 жовтня 2021 - Лейбл: Без лейблу - Формат: CD, цифрове завантаження, онлайн |
| Demoni        | - Дата виходу: 31 серпня 2022 - Лейбл: Без лейблу - Формат: CD, цифрове завантаження, онлайн |

### Сингли
| Назва                      | Рік  | Альбом        |
| -------------------------- | ---- | ------------- |
| «Kot srce, ki kri poganja» | 2016 | —             |
| «Omamljeno telo»           | 2017 | Umazane misli |
| «Gola»                     | 2019 | Umazane misli |
| «Vem, da greš»             | 2020 | Umazane misli |
| «Umazane misli»            | 2020 | Umazane misli |
| «A sem ti povedal»         | 2021 | Umazane misli |
| «Barve oceana»             | 2022 | Umazane misli |
| «Katrina»                  | 2022 | Demoni        |
| «Demoni»                   | 2022 | Demoni        |
| «Carpe Diem»               | 2023 | —             |

## Премії та номінації
| Рік  | Премія       | Номіновано         | Номінація    | Результат |
| ---- | ------------ | ------------------ | ------------ | --------- |
| 2020 | Zlata piščal | «Gola»             | Пісня року   | Номінація |
| 2020 | Zlata piščal | Joker Out          | Новачок року | Перемога  |
| 2021 | Zlata piščal | Joker Out          | Артист року  | Перемога  |
| 2022 | Zlata piščal | Joker Out          | Артист року  | Перемога  |
| 2022 | Zlata piščal | «Umazane misli»    | Пісня року   | Номінація |
| 2022 | Zlata piščal | «A sem ti povedal» | Пісня року   | Номінація |
| 2022 | Zlata piščal | «Umazane misli»    | Альбом року  | Номінація |